# Station Kortemark
Station Kortemark is een spoorwegstation langs spoorlijn 73 (Deinze - De Panne) in de gemeente Kortemark. Er was ook een aansluiting naar de voormalige spoorlijn 63 (Torhout - Ieper).
Sinds 28 juni 2013 zijn de loketten van dit station gesloten. Voor de aankoop van allerlei vervoerbewijzen kan men bij voorkeur terecht aan de biljettenautomaat die ter beschikking staat, of via andere verkoopskanalen.
Sinds 2022 stoppen er tijdens de zomerperiode enkel nog toeristentreinen tijdens de week en niet langer tijdens het weekend in het station van Kortemark.

## Geschiedenis
Begin mei 1858 werd de private spoorlijn Lichtervelde-Veurne ingehuldigd, enkele dagen later werd het eerste, lage stationsgebouw opengesteld. In 1873 legde men een tweede spoorlijn aan, de lijn Oostende-Torhout-Ieper (-Armentières). Deze twee lijnen kruisten elkaar in Kortemark; daarom werd beslist om een nieuw stationsgebouw met twee verdiepen, een depot en een stationsplein te bouwen.
Twintig jaar na de opening van de spoorlijn Lichtervelde-Veurne werd ze genationaliseerd.
Net als de stations van Handzame en Zarren bleef ook de stationsgebouwen van Kortemark niet gespaard tijdens de geallieerde aanval in 1917. Na de oorlog gebruikte men een tijdelijke barak als station. In de jaren 1920 werd een nieuw stationsgebouw opgericht naar ontwerp van N.Richard en A.Desmet.
In 1955 sloot de lijn voor personenvervoer; de rails richting Torhout werden direct verwijderd. Het overblijvende stuk (Kortemark - Vijfwegen) werd tot 2003 behouden voor militair goederenverkeer. In 2005 werd dit stuk opgebroken en omgevormd tot fietspad en in 2011 tot een autoparking.

## Stationshub
Sinds 2018 bevindt er zich een project in het stationsgebouw. Het inclusieproject De Stoasje is een samenwerking tussen Sociaal Huis van Kortemark, Sint-Jan de Deo uit Handzame en Tordale in Torhout, In 'De Statie' voeren mensen met een beperking van Tordale en Sint-Jan De Deo wekelijks eenvoudige taken uit voor inwoners, verenigingen, diensten en treinreizigers.

## Renovatie
Sinds 2013 zijn treinreizigers in Kortemark aangewezen op een ticketautomaat want toen sloot het stationsgebouw zijn deuren. De gemeente heeft het pand in concessie voor 25 jaar. Mensen met een beperking van Sint Jan De Deo uit Handzame en Tordale uit Torhout runnen het op enkele dagen tijdens de week. Via het Interregproject Transmobil ontving Kortemark 189.000 euro subsidies. Het gebouw is gerenoveerd en heeft een nieuwe dynamiek gekregen. De totale kostprijs bedroeg 429.000 euro. De werken begonnen eind mei 2022 en zijn eind oktober 2022 afgerond. Naast de vernieuwde wachtruimte zijn er tien deelfietsen beschikbaar, een ophaalpunt voor pakketjes, openbare toiletten, en een binnenruimte voor workshops en kleinschalige evenementen. Het station kreeg een opknapbeurt door NMBS met nieuwe geluidsinstallatie, infoschermen, camera's, verlichting, zitbanken en vernieuwde stationsborden.

## Galerij

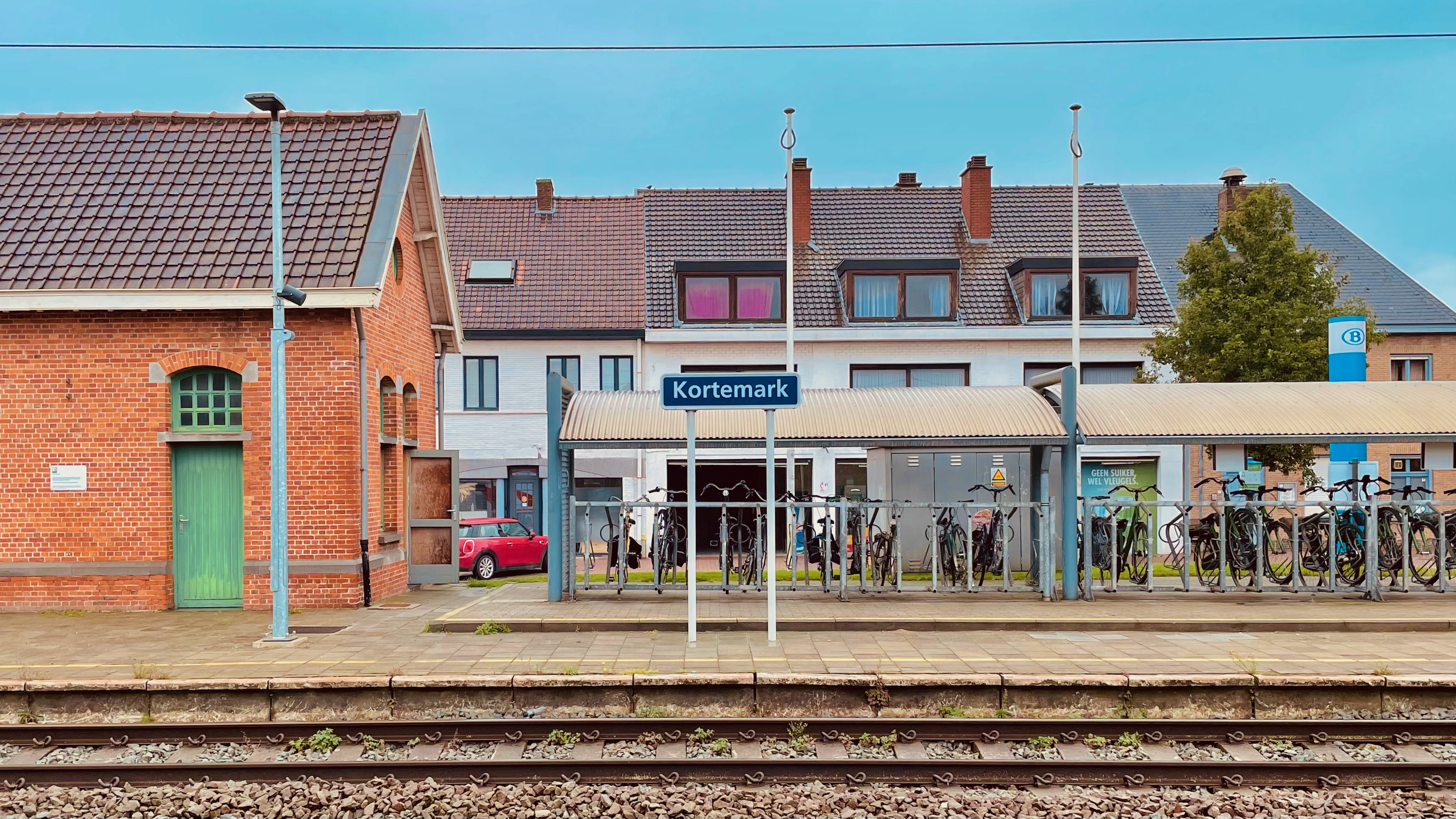
Plaatsnaambord
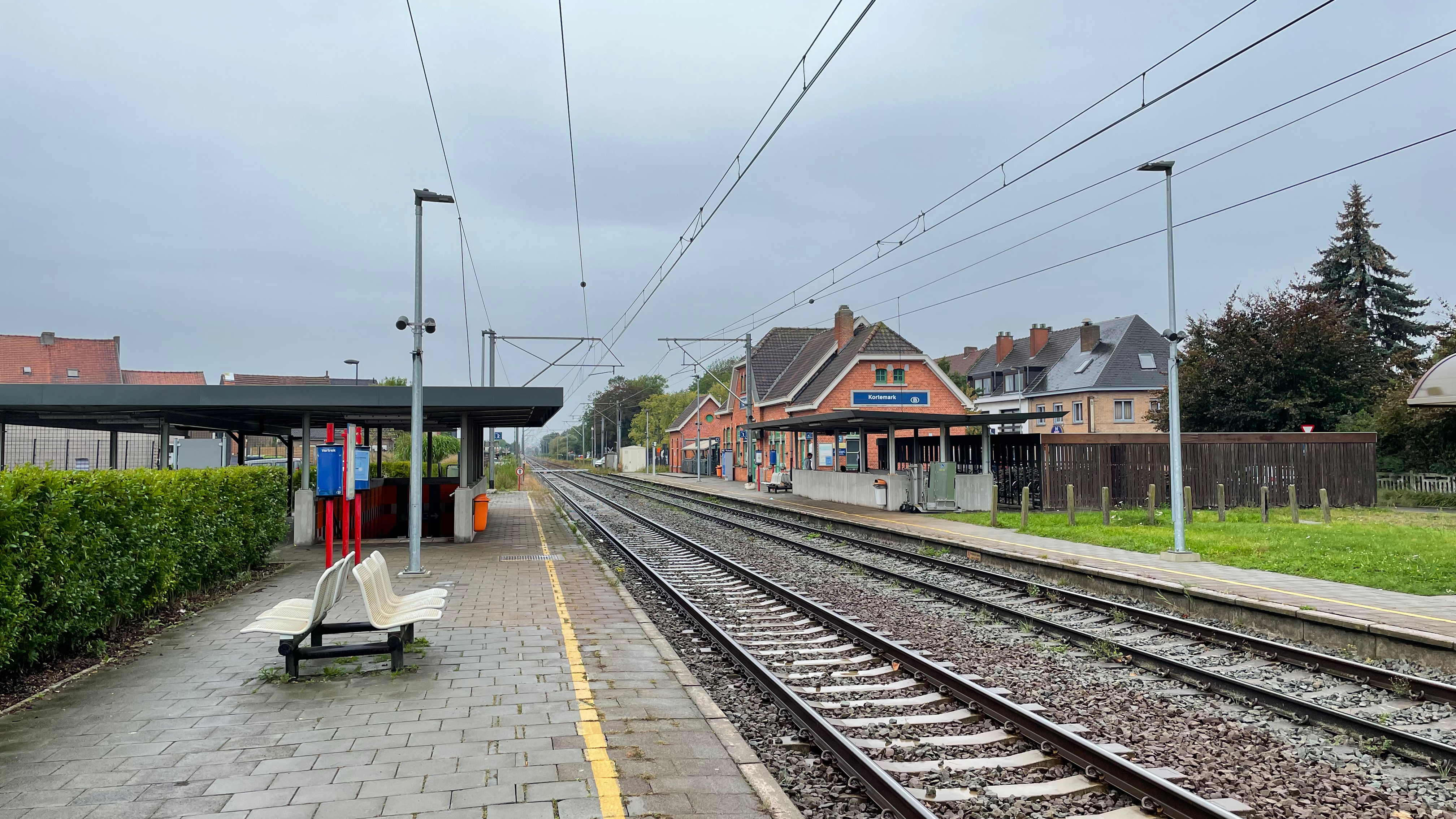
Zicht op het perron
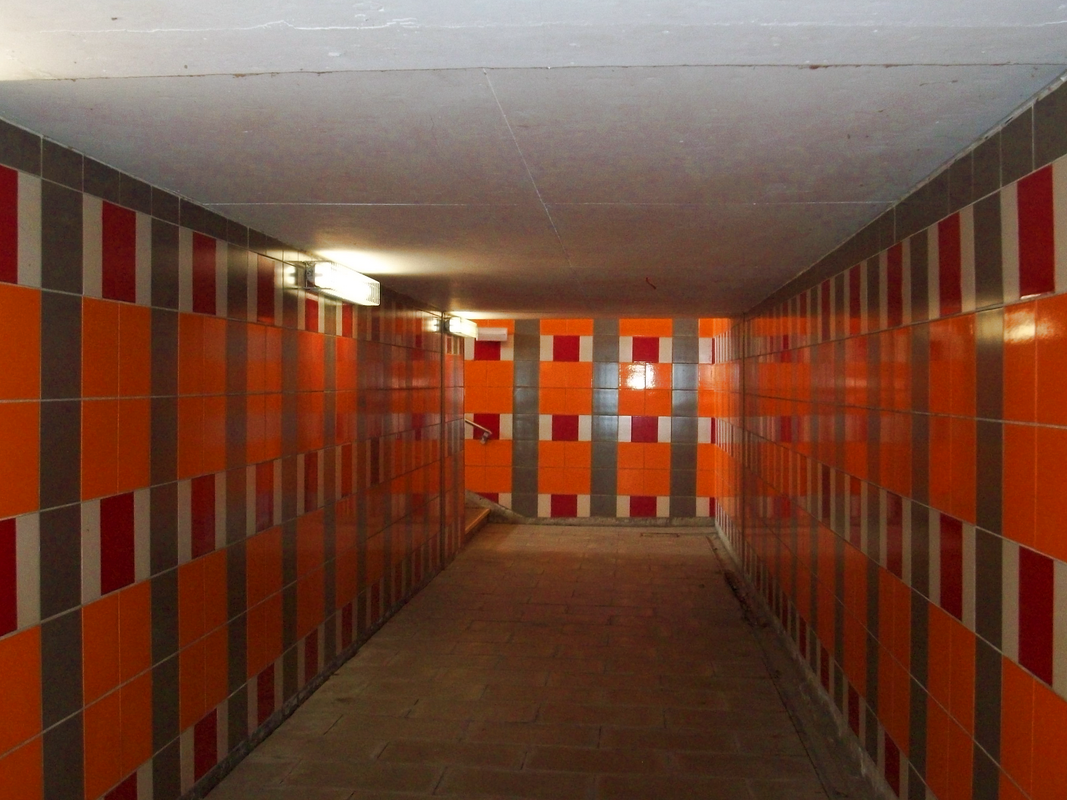
Verbindingstunnel

## Treindienst
| Treintype   | Verbinding                                                              | Dienstregeling |                                                |
| ----------- | ----------------------------------------------------------------------- | --- | ---------------------------------------------- |
| IC 29       | Intercity (NMBS)                                                        | [ De Panne – Kortemark – ] Gent-Sint-Pieters – Aalst – Brussel-Zuid – Brussels Airport-Zaventem – Leuven – Landen | Rijdt in het weekend De Panne - Brussel-Noord. |
| IC 28       | Intercity (NMBS)                                                        | Antwerpen-Centraal – Gent-Sint-Pieters – Lichtervelde – Kortemark – De Panne                                      | Rijdt alleen op werkdagen.                     |
| P 8000      | De Panne - Lichtervelde - Deinze - Gent-Sint-Pieters - Brussel - Leuven | Studententrein op zondagavond tijdens het academiejaar                                                            |                                                |
|             |                                                                         | |                                                |
| P 7995/8995 | Piekuurtrein (NMBS)                                                     | [ De Panne – Kortemark – ] / [ Kortrijk – ] Gent-Sint-Pieters                                                     | Rijdt alleen op werkdagen.                     |
| ICT 6900    | Toeristentrein (NMBS)                                                   | Brussel-Noord – Brussel-Zuid – Gent-Sint-Pieters – Kortemark – De Panne                                           | Rijdt in juli en augustus.                     |

## Spoorindeling
| spoor | spoorlijn | richting                     |
| ----- | --------- | ---------------------------- |
| 1     | L 73      | Richting Lichtervelde, Gent  |
| 2     | L 73      | Richting Diksmuide, De Panne |

## Reizigerstellingen
De grafiek en tabel geven het gemiddeld aantal instappende reizigers weer op een week-, zater- en zondag.
| Tabel: aantal instappende reizigers station Kortemark | Tabel: aantal instappende reizigers station Kortemark | Tabel: aantal instappende reizigers station Kortemark | Tabel: aantal instappende reizigers station Kortemark |
|                                                       | Weekdag                                               | Zaterdag                                              | Zondag                                                |
| ----------------------------------------------------- | ----------------------------------------------------- | ----------------------------------------------------- | ----------------------------------------------------- |
| 1977                                                  | 524                                                   | 52                                                    | 92                                                    |
| 1978                                                  | 371                                                   | 65                                                    | 116                                                   |
| 1979                                                  | 408                                                   | 53                                                    | 138                                                   |
| 1980                                                  | 434                                                   | 59                                                    | 151                                                   |
| 1981                                                  | 365                                                   | 91                                                    | 100                                                   |
| 1982                                                  | 400                                                   | 62                                                    | 163                                                   |
| 1983                                                  | 405                                                   | 58                                                    | 139                                                   |
| 1984                                                  | 355                                                   | 66                                                    | 132                                                   |
| 1985                                                  | 408                                                   | 64                                                    | 168                                                   |
| 1986                                                  | 427                                                   | 84                                                    | 154                                                   |
| 1987                                                  | 431                                                   | 64                                                    | 178                                                   |
| 1988                                                  | 380                                                   | 75                                                    | 161                                                   |
| 1989                                                  | 444                                                   | 82                                                    | 144                                                   |
| 1990                                                  | 294                                                   | 74                                                    | 135                                                   |
| 1991                                                  | 382                                                   | 100                                                   | 195                                                   |
| 1992                                                  | 379                                                   | 83                                                    | 219                                                   |
| 1993                                                  | 397                                                   | 122                                                   | 229                                                   |
| 1994                                                  | 440                                                   | 116                                                   | 167                                                   |
| 1995                                                  | 463                                                   | 94                                                    | 193                                                   |
| 1996                                                  | 427                                                   | 133                                                   | 180                                                   |
| 1997                                                  | 397                                                   | 90                                                    | 325                                                   |
| 1998                                                  | 501                                                   | 121                                                   | 235                                                   |
| 1999                                                  | 432                                                   | 93                                                    | 260                                                   |
| 2000                                                  | 473                                                   | 130                                                   | 304                                                   |
| 2001                                                  | 553                                                   | 134                                                   | 296                                                   |
| 2002                                                  | 476                                                   | 107                                                   | 292                                                   |
| 2003                                                  | 525                                                   | 189                                                   | 280                                                   |
| 2004                                                  | 528                                                   | 140                                                   | 340                                                   |
| 2005                                                  | 460                                                   | 147                                                   | 404                                                   |
| 2006                                                  | 518                                                   | 130                                                   | 294                                                   |
| 2007                                                  | 479                                                   | 170                                                   | 428                                                   |
| 2008                                                  | -                                                     | -                                                     | -                                                     |
| 2009                                                  | 548                                                   | 182                                                   | 274                                                   |
| 2010                                                  | -                                                     | -                                                     | -                                                     |
| 2011                                                  | -                                                     | -                                                     | -                                                     |
| 2012                                                  | 531                                                   | 148                                                   | 321                                                   |
| 2013                                                  | 455                                                   | 179                                                   | 292                                                   |
| 2014                                                  | 458                                                   | 169                                                   | 309                                                   |
| 2015                                                  | 443                                                   | 155                                                   | 269                                                   |
| 2016                                                  | 410                                                   | 115                                                   | 312                                                   |
| 2017                                                  | 517                                                   | 199                                                   | 369                                                   |
| 2018                                                  | 528                                                   | 193                                                   | 409                                                   |
| 2019                                                  | 524                                                   | 178                                                   | 373                                                   |
| 2020                                                  | 381                                                   | 180                                                   | 330                                                   |
| 2021                                                  | -                                                     | -                                                     | -                                                     |
| 2022                                                  | 518                                                   | 180                                                   | 399                                                   |
| 2023                                                  | 435                                                   | 249                                                   | 389                                                   |
| 2024                                                  | 447                                                   | 210                                                   | 363                                                   |

0,0: Torhout ·
6,7: Kortemark ·
9,7: Sint-Jozef ·
12,9: Staden ·
16,9: Westrozebeke ·
19,7: Poelkapelle ·
22,7: Langemark ·
27,1: Boezinge ·
31,0: Brielen ·
32,3: Ieper
0: Deinze ·
4,5: Grammene ·
6,2: Wontergem ·
8,3: Aarsele ·
15,6: Tielt ·
20,1: Pittem ·
24,0: Ardooie-Koolskamp ·
26,5: Kortekeer ·
31,7: Lichtervelde ·
37,7: Kortemark ·
40,5: Handzame ·
43,7: Zarren ·
47,9: Esen ·
50,4: Diksmuide ·
52,0: Kaaskerke ·
54,8: Oostkerke ·
62,4: Avekapelle ·
65,5: Veurne ·
66,9: Koksijde ·
70,5: De Panne